# دومينغو سيريسي فينتالو
كان دومينغو سيريسي فينتالو (1878-1917) روائيًا، ومحررًا، ومناضلًا سياسيًا إسبانيًا. حصل خلال حياته على شعبية واسعة كمؤلف لأربع روايات؛ تصنف حاليًا بأنها خيال سياسي أو نثر ديستوبي، وتعتبر مؤلفات من الدرجة الثانية. تنبأ أشهر أعماله الذي حمل عنوان «لا ريبابليكا إسبانولا أن1.91» (1911) بشكل واضح ودقيق بظهور الجمهورية، وسياساتها الطائفية، وانهيار النظام العام، وما أعقب ذلك من انقلاب عسكري. شارك سيريسي بصفته صحفيًا في 30 صحيفة يومية كاثوليكية ومحافظة، لكنه يشتهر كرئيس تحرير صحيفة إل كوريو إسبانول ولفترة وجيزة الكاتب الرئيسي لصحيفة إل ديبيت. بقي سيريسي كارليًا من الناحية السياسية؛ طور وجهة النظر التقليدية في كل من رواياته وأعماله الصحفية، على الرغم من أنه لم يشغل أي منصب في الحزب وانتهت محاولاته للحصول على مقعد في برلمان إسبانيا بالفشل.

## عائلته وشبابه
لا يعرف سوى القليل عن أسلاف سيريسي فنتالو من ناحية والده؛ لم تُسجل عائلة سيريسي حتى القرن التاسع عشر، عندما لوحظ بعض ممثليها في شمالي كتالونيا. ينحدر والد دومينغو، ماتياس سيريسي تريفر (1837-1912)، من لا سو دورجيل. ليس واضحًا ماذا كان يعمل من أجل لقمة عيشه؛ سُجل في الوثائق الرسمية اللاحقة بأنه «مالك أراضي». في عام 1875، تزوج فيسنتا فينتلو فينترو، ابنة عائلة محلية مرموقة. كان والدها وجد سيريسي فينتالو من ناحية والدته، دومينغو فينتالو يوباتيراس (1805-1878)، صيدليًا من تيراسا وشغل منصب عمدة البلدة، وهو المنصب الذي شغله أيضًا أحد أبنائه في منعطف القرنين. كان فينتالو يوباتيراس، الذي ألف بعض الأعمال عن علم المياه، أيضًا زعيمًا للكاثوليك المحليين المحافظين.
استقر ماتياس وفيسنتا المتزوجان حديثًا في تيراسا، لكنهما انتقلا إلى برشلونة إما في أواخر ثمانينيات القرن التاسع عشر أو أوائل تسعينيات القرن التاسع عشر. أنجبا 6 أطفال، ثلاث بنات وثلاثة أبناء. نشأ دومينغو في بيئة كاثوليكية متدينة وتلقى تعليمه في ريال كوليغيو تراسينس، وهي مؤسسة تخدم البرجوازية المحلية. لم يذكر أي من المصادر التي تم الرجوع إليها فيما إذا كان قد دخل الجامعة أو تخرج منها؛ شارك منذ أولى سنين مراهقته في المجلات الدورية المحلية واستقر في عام 1897 لوحده في برشلونة وذلك لأنه كان قد بدأ حياته المهنية كصحفي. تزوج سيريسي فينتالو في عام 1900 في سن مبكرة بشكل غير اعتيادي عندما بلغ 22 عامًا. كانت العروس، ماريا دي لا كونسيبسيون بابي بوتانا (1882-1971)، حتى أصغر منه؛ لم يُعرف شيء تقريبًا عن عائلتها أو عنها، باستثناء أنها عاشت أكثر من زوجها بأربعة وخمسين عامًا.
استقر دومينغو وكونسيبسيون في برشلونة. أنجبا 5 أطفال، مواليدهم بين عامي 1903 و1916 وهم: ماتياس، ودومينغو، وكارمن، وآنا، وفرانسيسكو؛ توفيت آنا في سن الخامسة عام 1921. حصل ماتياس سيريسي بابي على اسمه ككاتب سيناريو شارك في أفلام هوليوود في ثلاثينيات القرن العشرين وفي الأفلام الإسبانية في أربعينيات القرن العشرين؛ عمل حتى سبعينيات القرن العشرين في المجلة الأسبوعية المشهورة يا، وترأس لفترة القسم الأجنبي فيها؛ ظهر في كلا المنصبين باسم «ماتياس سريسي-فينتالو». جرب ابنه الآخر دومينغو أن يصبح مؤرخًا للأدب الأمريكي اللاتيني؛ وكان يوقع باسم «دومينغو سيريسي فينتالو». اشتهر اسم حفيدة سيريسي فينتالو، كارمن سيريسي-فينتالو أغوايو، في المكسيك كمنتجة موسيقية، ورسامة، ونحاتة، ومترجمة، وأيضًا بصفتها زوجة إدواردو ماتا. اشتهر صهر دومينغو، آندريه بابي بوتانا، من بين أقربائه الآخرين كممثل بشعبية متوسطة، عُرف باسم «ميلايتو». عُرف أخوال دومينغو خوسيه فينتالو فينترو وبيدرو أنطونيو فينتالو فينترو في بيئة تيراسا المحلية، الأول كمؤرخ والثاني كشاعر باسم «كانتور ديغارا». أصبح اثنان من أولاد خالته من الدرجة الثانية مشهورين في الأدب الكاتالوني في السياسة. كان خواكين فينتالو فيرغز شاعرًا كاتالونيًا، ومترجمًا، وسياسيًا يساريًا من الحزب الجمهوري، بينما كان لويس فينتالو فيرغس ناشطًا كارليًا وأول حاكم مدني فرانكوي أو محافظ لاردة.

## صحفيًا
أغرت دومينغو في صغره أيضًا الآداب، متأثرًا بالمحاولات الأدبية لأعمامه. بدأ مسيرته كمراهق من خلال المشاركة في صحيفة لا كومارسا ديل فالس، التي يصدرها خوسيه فينتالو. في عام 1897، بدأ بالتعاون مع صحيفتي برشلونة اليوميتين لا نوتيسياس وإل نوتيسيرو يونيفيرسال. تأكدت أول مشاركة موقعة له من خلال سجل نُشر في الصحيفة البرشلونية الكارلية لا ديناستيا، رغم أنه ساهم في العام نفسه بنثر غنائي لصحيفة لا لونشا الليبرالية اليومية. عمل سيريسي خلال السنوات العديدة التالية لصالح الصحيفتين البرشلونيتين إل كوريو كاتالان ولا فو، وصحيفة ماري تييرا الأسبوعية والصحيفة اليومية الإقليمية دياريو دي تورتوسا ولا سيتواسيون. نشر القليل باسمه الخاص؛ ليس معروفًا بشكل واضح إن كان استخدم أسماء مستعارة. كتب أيضًا بالكتلونية، وفقًا لبعض المصادر، ولكن لم يتم تحديد أي من هذه المشاركات. حصل على بعض التقدير، وغطى الاجتماعات المحلية التي شارك فيها سياسيون إسبان بصفته ممثلًا عن «الصحافة الكاتالونية»؛ شارك أيضًا في إدارة صحيفة أسوسياسون دي لا برينسا دي برشلونة. كان معروفًا مسبقًا بآرائه اليمينة المتطرفة، وفي عام 1907 كان على وشك الدخول في نزاع مع أكثر شخص لا يطيقه وهو أليخاندرو ليروكس.
انتقل سيريسي إلى مدريد في وقت غير معروف بين عامي 1907 و1909. وفقًا لبعض المصادر، تلقى دعوة إما من الناشر الكارلي المخضرم سلفادور موراليس مارسين أو من الأيديولوجي التقليدي خوان فاسكيز دي ميلا، الذي عرض عليه عملًا ليكون الناطق الكارلي غير الرسمي لصحيفة إل كوريو إسبانول. في عام 1910، انضم لفريقه أصغر أفراد عائلة سيريسي واختص بتغطية النقاشات البرلمانية؛ سخر القسم الذي أنشأه وأداره، وهو قسم ديل مينتيديرو، من النواب وكسب شهرة كبيرة بين القراء؛ استمر حتى عام 1914. عمل سيريسي، بمعزل عن الأعمال التحريرية الأخرى، مراسلًا يغطي الأحداث الكبيرة، على سبيل المثال الانقلاب نصير الشرعية في البرتغال؛ نُشرت أعمال صغيرة تحت اسم مستعار هو «سيرفينت». كان يعتبر مسبقًا في عام 1913 بأنه رئيس تحرير محتمل؛ تولى المنصب وأصبح الثاني في إدارة كوريو في عام 1916، ذلك عندما بدأ أيضًا بنشر افتتاحيات العدد.
بغض النظر عن مهمته في كوريو في العقد الأول من القرن العشرين، ساهم سيريسي في عدة صحف يومية أغلبها إقليمية أو عادةً كارلية محافظة أو على الأقل كاثوليكية، خاصة صحيفة دياريو دي فالنسيا وإل نورتي في غيرونا؛ الصحف الأخرى كانت لا إنديبندنسيا في ألميريا، وإل ريستورادور في تورتوسا، وإل بويبلو مانشيغو في سيوداد ريال، ولا غاسيتا دي تينيريفي، وهيرالدو ألافيس، وإل بيان بوبليكو في ماهون ولا تراديسيون في تورتوسا؛ وظهرت كتباته بشكل أقل تكرارًا في عشرين عنوان آخر على الأقل وفي أوراق نشرت في أمريكا اللاتينية. في الفترة بين عامي 1912-1913، أدار أيضًا الصحف الأسبوعية الموسمية الساخرة إل مينتيديرو وإل فوسيل. بصفته نجمًا مسبقًا في الصحافة بدءًا من عام 1917، وقع سيريسي عقدًا حصريًا مع إل ديبيت وكاد يتوقف عن النشر في مكان آخر. رغم أنه كان ما يزال محررًا لكوريو، فقد أصبح أكثر الكتاب شهرةً في صحيفة هيريرا أوريا؛ وبمعزل عن عمله في التعليق، عمل مراسلًا وأجرى مقابلات مع سياسيين رئيسيين، كأنطونيو مورا. أخيرًا وليس آخرًا، أصبح سيريسي أحد الأشخاص الرئيسيين وراء تأسيس مؤسسة مدريد المهنية، برينسا أسوسيدا.